# Leo Skiri Østigård
Leo Skiri Østigård (Åndalsnes, 1999. november 28. –) norvég válogatott labdarúgó, az olasz Napoli hátvédje.

## Pályafutása

### Klubcsapatokban
Østigård a norvégiai Åndalsnesben született. Az ifjúsági pályafutását a helyi Åndalsnes csapatában kezdte, majd a Molde akadémiájánál folytatta.
2017-ben mutatkozott be a Molde első osztályban szereplő felnőtt keretében. A 2018-as szezon első felében a másodosztályú Vikingnél szerepelt kölcsönben. 2018-ban az angol Brighton & Hove Albionhoz igazolt, ahol egy mérkőzésen sem lépett pályára. 2018 és 2022 között a német St. Pauli, az angol Coventry City és Stoke City, illetve az olasz Genoa csapatát erősítette szintén kölcsönben. 2022. július 18-án az olasz első osztályban érdekelt Napolihoz szerződött. Először a 2022. augusztus 31-ei, Lecce ellen 1–1-es döntetlennel zárult mérkőzésen lépett pályára.

### A válogatottban
Østigård az U16-ostól az U21-esig minden korosztályos válogatottban képviselte Norvégiát.
2022-ben mutatkozott be a felnőtt válogatottban. Először a 2022. március 25-ei, Szlovákia ellen 2–0-ra megnyert mérkőzésen lépett pályára. Első válogatott gólját 2022. november 17-én, Írország ellen 2–1-es győzelemmel zárult barátságos mérkőzésen szerezte meg.

## Statisztikák
2023. június 4. szerint
| Klub                       | Szezon   | Osztály       | Bajnokság | Bajnokság | Kupa  | Kupa | Nemzetközi | Nemzetközi | Összesen | Összesen |
| Klub                       | Szezon   | Osztály       | Meccs     | Gól       | Meccs | Gól  | Meccs      | Gól        | Meccs    | Gól      |
| -------------------------- | -------- | ------------- | --------- | --------- | ----- | ---- | ---------- | ---------- | -------- | -------- |
| Molde                      | 2017     | Eliteserien   | 1         | 0         | 0     | 0    | —          | —          | 1        | 0        |
| Viking (kölcsönben)        | 2018     | OBOS-ligaen   | 11        | 0         | 0     | 0    | —          | —          | 11       | 0        |
| St. Pauli (kölcsönben)     | 2019–20  | 2. Bundesliga | 28        | 1         | 1     | 0    | —          | —          | 29       | 1        |
| Coventry City (kölcsönben) | 2020–21  | Championship  | 39        | 2         | 1     | 0    | —          | —          | 40       | 2        |
| Stoke City (kölcsönben)    | 2021–22  | Championship  | 13        | 1         | 2     | 0    | —          | —          | 15       | 1        |
| Genoa (kölcsönben)         | 2021–22  | Serie A       | 15        | 0         | 1     | 1    | —          | —          | 16       | 1        |
| Napoli                     | 2022–23  | Serie A       | 7         | 0         | 1     | 0    | 3          | 1          | 11       | 1        |
| Összesen                   | Összesen | Összesen      | 114       | 4         | 6     | 1    | 3          | 1          | 123      | 6        |

### A válogatottban
| Válogatott | Év       | Pályára lépés | Gól |
| ---------- | -------- | ------------- | --- |
| Norvégia   | 2022     | 9             | 1   |
| Norvégia   | 2023     | 4             | 0   |
| Összesen   | Összesen | 13            | 1   |

#### Góljai a válogatottban
| # | Időpont            | Helyszín                        | Ellenfél | Gólok | Eredmény | Kiírás              |
| - | ------------------ | ------------------------------- | -------- | ----- | -------- | ------------------- |
| 1 | 2022. november 17. | Aviva Stadion, Dublin, Írország | Írország | 1–0   | 2–1      | Barátságos mérkőzés |

## Sikerei, díjai
Molde
- Eliteserien
  - Ezüstérmes (1): 2017

Napoli
- Serie A
  - Bajnok (1): 2022–23